# Боксгеймские документы
Боксгеймские документы (нем. Boxheimer Dokumenten) — планы государственного переворота НСДАП в Веймарской республике, составленные депутатом в Гессене от НСДАП и судьей Вернером Бестом. Название отсылает к Боксгеймской ферме у Лампертхайма в Дармштадте, Гессен. Там проходили регулярные встречи гессенского руководства НСДАП летом 1931 года. Утечка внутрипартийных документов в немецкую прессу осенью 1931 года вызвала скандал.

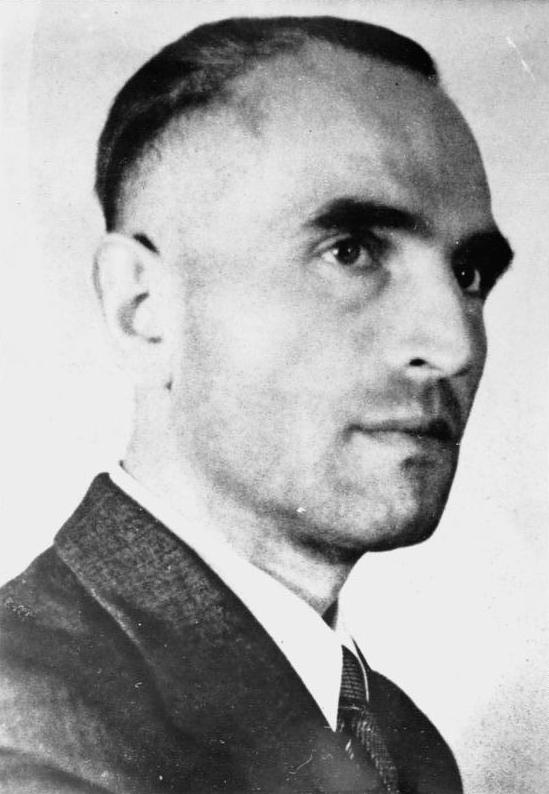
Вернер Бест. 1942

## Предпосылки
Осенью 1931 года рейхсканцлер Генрих Брюнинг (партия Центра) возглавлял правительство меньшинства, опираясь на полномочия рейхспрезидента Гинденбурга на основе статьи 48 Веймарской конституции. Именно в это время под давлением Гинденбурга Брюнинг сформировал второй, более правый кабинет, который тем не менее также опирался на парламентское меньшинство. 
НСДАП, НННП, «Стальной шлем» и другие ультраправые группы организовали Гарцбургский фронт, политический блок оппозиционных правительству ультраправых. Брюнинг в это время стремился договориться с НСДАП накануне президентских выборов 1932 года, чтобы нацисты либо поддержали продление полномочий действующего рейхспрезидента Гинденбурга в рейхстаге без выборов, либо поддержали его кандидатуру на выборах. Во втором кабинете Брюнинга новым министром внутренних дел и по совместительству министром обороны стал Вильгельм Грёнер. Он вместе с близким к рейхспрезиденту Куртом фон Шляйхером стремился «приручить» Гитлера и НСДАП, договориться с нацистами и сформировать с ними правительство вследствие их успеха на выборах 1930 года и последующих электоральных побед. Стремясь договориться с НСДАП и поделиться властью с Гитлером, они тем не менее не хотели установления нацистской диктатуры. Подобное было теоретически возможно, если бы нацисты действовали в строго законных рамках. В сентябре 1930 года Гитлер пообещал действовать строго исключительно в рамках закона.
Подобные идеи были крайне непопулярны в СДПГ, одной из самых влиятельных партий в Германии тех лет. Социал-демократы Карл Зеверинг (министр внутренних дел Пруссии) и Вильгельм Лёйшнер (министр внутренних дел Гессена) считали невозможным «приручение» нацистов и искали пути признания НСДАП экстремистской организацией для её юридического запрета.

## Публикация документов
В сентябре 1931 года Вернер Бест тайно отправил свои планы переворота руководству НСДАП в Гессене и общенациональному руководству партии. Однако они не вызвали особого интереса. Рудольф Гесс отказался от этих планов как «дурацкой шутки».
Вильгельм Шефер, участник встреч на Боксгеймской ферме, дистанцировался от нацистов и организовал утечку этих планов. Вернер Бест был вынужден подать в отставку с поста депутата ландтага Гессена. 25 ноября 1931 года Вильгельм Шефер вышел из НСДАП и передал Боксгеймские документы Франкфуртской полиции . 
Бест был отстранен от любой государственной службы и ему было выдвинуто обвинение в государственной измене. Глава МВД Гессена Лёйшнер потребовал открытого судебного процесса для публичного разоблачения насильственных планов нацистов по захвату власти. Однако по личной просьбе рейхсканцлера Генриха Брюнинга генеральный прокурор отказал Лёйшнеру, что сам Брюнинг признал в своих мемуарах. 12 октября 1932 года Вернер Бест был оправдан судом из-за недостатка доказательств. В ходе процесса он постоянно утверждал, что национал-социалисты должны были вмешаться лишь в случае коммунистического переворота. Вильгельм Шефер был застрелен в июле 1933 года, Вернер Бест после прихода Гитлера к власти стал членом СС и сотрудником гестапо.

## Содержание документов
После Второй мировой войны оригинал Боксгеймских документов хранится в Центральном государственном Особом архиве в Москве (сегодня Российский государственный военный архив). Вернер Бест опубликовал их с комментариями в мае 1932 года. Исследования по этой теме в основном основаны на документах, опубликованных в в 1953 году в женедельнике Das Parlament. Цитата из Боксгемских документов:
Прежние носители государственной власти, как в рейхе, так и в стране, прекратили свое существование в результате событий последних дней (недель). Это фактическое изменение создало новую правовую действительность, как в ноябре 1918 года. Власть для контроля над ситуацией в настоящее время принадлежит исключительно... (СА, вооружённые силы и т.д.). Поэтому их руководство имеет право и обязанность взять на себя и осуществить осиротевшую государственную власть, чтобы спасти народ. Оно делает это во имя немецкой нации, ради будущего которой оно несет ответственность только за выполнение своей задачи и за выбор средств ее достижения.
Оригинальный текст (нем.)Die seitherigen Träger der Staatsgewalt, im Reiche wie im Lande, sind durch die Ereignisse der letzten Tage (Wochen) weggefallen. Durch diese tatsächliche Veränderung ist wie im November 1918 ein neuer Rechtszustand geschaffen. Ordnende Macht steht zur Zeit allein bei den . . . (SA., Landeswehren o. ä.). Ihre Führung hat deshalb das Recht und die Pflicht, zur Rettung des Volkes die verwaiste Staatsgewalt zu ergreifen und auszuüben. Sie tut dies im Namen der deutschen Nation, vor deren Zukunft allein sie für die Erfüllung ihrer Aufgabe und für die Wahl ihrer Mittel verantwortlich ist.
В документах  содержится несколько проектов указов, а также проект обращения к населению на случай захвата власти. Один из заголовков гласит: «проект первой декларации нашего руководства после упразднения прежних государственных органов власти и после преодоления коммуны в области, пригодной для единого управления».
Бест предполагает идею о коммунистическом восстании против правительства и сравнивает это с событиями ноябрьской революции 1918 года, что принесет новую правовую действительность. СА в такой ситуации будет вынуждено взять на себя управление страной: «На смену высшим органам государственной власти придёт руководство... (СА, вооружённые силы и т.д.), представленное в моём лице».
Ради народа Германии предполагается захват власти вооруженными группами нацистов и введение чрезвычайного положения, которое передало бы СА неограниченную исполнительную власть. Всех же политических оппонентов нацистов предполагалось «превентивно» арестовать и отправить в быстро созданные концлагеря: «принципиально важно наказывать за сопротивление смертью», включая любое неповиновение новым указам, изданным после переворота. 
Любой, кто бы не выдал имеющееся у него оружие в течение 24 часов, мог быть расстрелян, равно как и государственные служащие, ушедшие на забастовку или организовавшие саботаж. Предполагалось и создание военных судов, чтобы «избежать видимости произвола».
Кроме этого, проект предполагал массовые экспроприации. Все запасы продовольствия подлежали учёту доставке по первому требованию: «любая продажа или обмен продовольствием запрещены». 
Предполагался мораторий на выплату процентов по долгам, выплату аренды и конфискацию имущества частными лицами, что и так было довольно распространено после мирового кризиса 1929 года. Кроме этого, вводилось бы фундаментальное право государства на частную собственность: «до принятия иного постановления, частных доходов больше не будет». 
Предполагалось и введение всеобщей трудовой повинности для всех немцев старше 16 лет: «право на продовольствие... зависит от выполнения трудовой повинности». 
Примечательно, что так как евреи были исключены из трудовой повинности, это подразумевало, что евреям бы не выдавали никаких продовольственных пайков.
Формулировки Беста очень похожи на проект чрезвычайной нацистской конституции 1923 года, с которой он был знаком. Её составил судья Теодор фон дер Пфордтен, один из участников и жертв пивного путча 1923 года.

## Реакция
Правительство постаралось отреагировать мягко: на следующий день после публикации документов генеральный прокурор Германии Карл Вернер заявил, что насильственные методы, описанные в плане, нацелены не на  текущее правительство, а лишь как ответ на незаконный захват власти коммунистами, поэтому он не будет распоряжаться об обысках для расследования дела. Рейхсканцлер Брюнинг просил от Вернера преуменьшать значимость документов. Во втором кабинете Брюнинга министром юстиции стал близкий к НННП (ультраправая партия-участник гарцбургского фронта) Курт Йёль. Поэтому министерство юстиции Германии также приняло точку зрения генерального прокурора: по его мнению, потенциальные насильственные действия направлены против потенциального вооруженного коммунистического путча, поэтому дело не подходит под статью о государственной измене.
Партийная пресса НСДАП заявила, что документы являются подделкой. По просьбе Гитлера Герман Геринг встретился с главой Рейхсвера и министром внутренних дел Вильгельмом Грёнером, чтобы заверить его: план Беста не имеет никакого отношения к руководству партии. 4 декабря 1931 года на пресс-конференции для американских и английских журналистов Гитлер постарался дистанцироваться от Веста в преддверии президентских выборов 1932 года. Он заявил: «Партия, которая может рассчитывать на 15 млн избирателей, не имеет необходимости предпринимать незаконные действия». Члены НСДАП, участвовавшие в Боксгеймских встречах, были временно отстранены. В ходе внутреннего расследования Ганс Франк попытался найти источник утечки информации, но не достиг результата. Тем не менее 9 декабря 1931 года Гитлер ввел запрет на любые обсуждения форм и способов незаконного захвата власти нацистами с наказанием вплоть до исключения из НСДАП.
Публикация документов вызвала широкую критику в прессе от коммунистов до консерваторов. Были выдвинуты требования, чтобы автор планов предстал перед Верховным судом за государственную измену. 

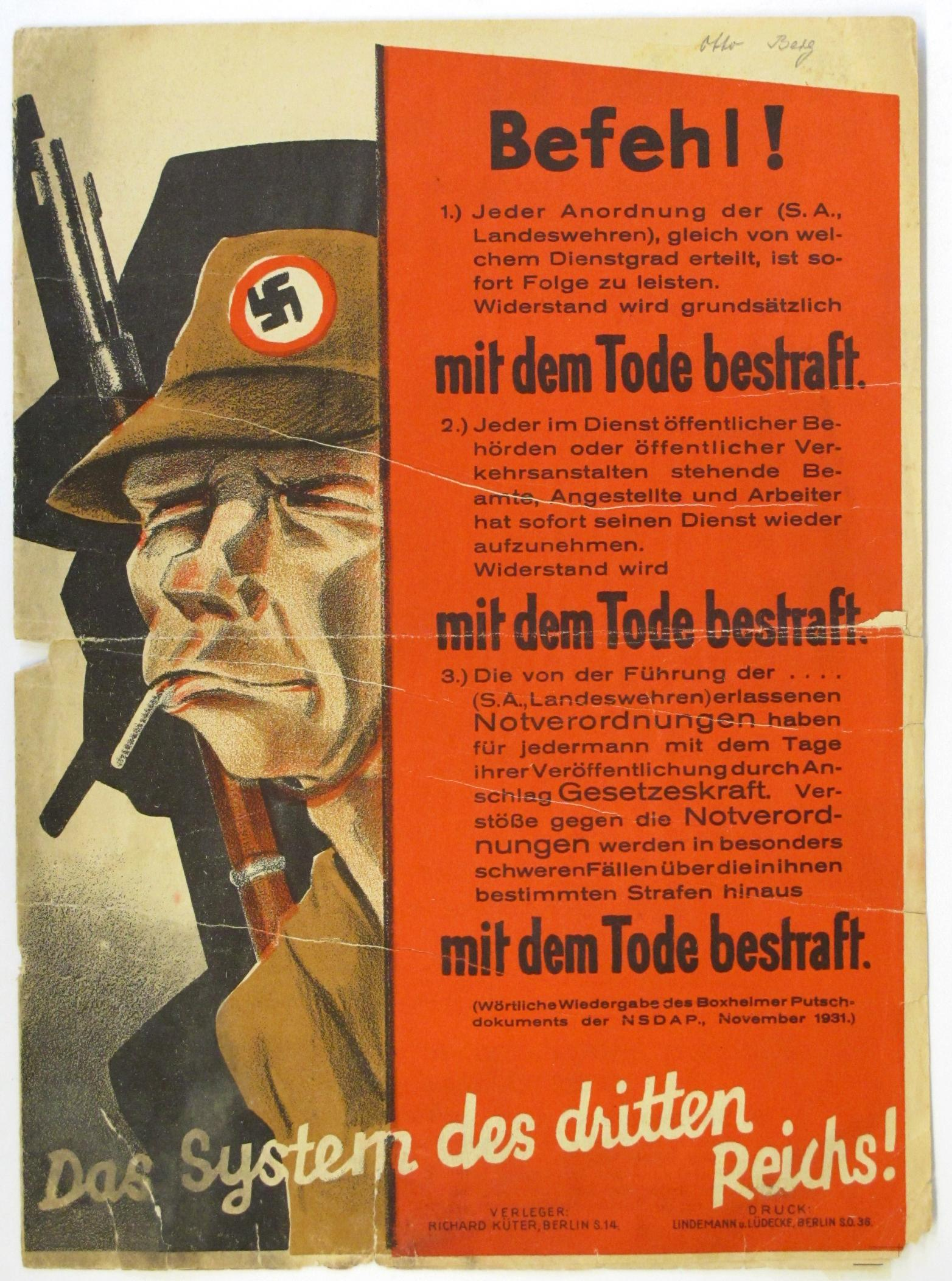
Предвыборный плакат СДПГ в преддверии прусских выборов в ландтаг1932 года, в котором цитаты из Боксгемских документов используются для нападок на НСДАП

26 ноября 1931 года социал-демократическая газета Vorwärts опубликовала статью «Гессенские кровавые планы», в которой критиковала внутренне жестокую природу нацистской партии.
Для этих людей управление означает расстрелы. Их воображение заполнено сценами казней, жажда власти для них синонимична жажде убийств.
Оригинальный текст (нем.)Regieren heißt für diese Leute, andere erschießen zu lassen. Ihre Phantasie ist ausgefüllt mit Hinrichtungsszenen, Lust an Macht ist für sie gleichbedeutend mit Lust an Mord.
Вильгельм Лёйшнер, Die Blutpläne von Hessen, Vorwärts
Редактор газеты Weltbühne Карл фон Осецкий назвал документы так: «садистские фантазии гессенского судьи», где «улица будет передана в руки хулиганов и армии головорезов СА, которые будут кроваво подавлять любую оппозицию, которую они обзовут коммунистической». 
В редакционной статье газеты Germania (партийная газета партии Центра) писали: «ключевой вопрос выходит за рамки законности или незаконности. Ключевой вопрос в том, терпит ли центральное руководство нацистской партии обсуждение и подготовку таких безумных методов управления своими партийными лидерами». 
С другой стороны, консервативная газета Breisgauer Zeitung постаралась принизить значение инцидента: «против правых искусственно организована шумиха о государственной измене», и что НСДАП просто не обратило внимание на события в Гессене: «Такие незрелые действия, как игра с диктатурой [в документах - прим.], абсолютно немыслимы».
Британский дипломат сэр Бэзил Ньютон в Берлине написал в chargé d'affaires, что нацистское движение планирует опасный, революционный захват власти и что министерству иностранных дел Великобритании стоит быть начеку. Французский посол в Германии Андре Франсуа-Понсе понадеялся, что этот скандал положит конец опасной политике «приручения НСДАП» немецким правительством. Тем не менее, он доложил министру иностранных дел Франции Бриану Аристиду: «Боксгеймское дело усложнило, ухудшило и обострило положение дел в Германии. Это дополнительный элемент, способствующий бессилию и всеобщему страху». 

## Оценки в историографии
Историк Карл Дитрих Брахер в исследовании 1955 года посчитал наброски Вернера Беста убедительным доказательством «радикально-тоталитарных убеждений» среди низового актива нацистской партии, который отвергал линию руководства на легальность как оппортунистическую.
Историк Эрих Эйхуказал, что Боксгемские документы действительно акт государственной измены, и что аргументы Беста в суде основаны на цинизме.
Для историка Генриха Августа Винклера интерес Боксгемских документов лежит не столько в самой программе, сколько в реакции буржуазной элиты Веймарской республики. Он сравнивает безразличие и равнодушие, проявленное прокуратурой и правительством Германии по отношению к нацистам, с яростным рвением, с которым они преследователи критиков слева, и заключает: «отношение к Боксгемским документам показало, насколько сильно судебные органы, прокуратура и высшая бюрократия уже встали на сторону окончательной победы национал-социализма задолго до фактического захвата власти Гитлером».
Кристиан Штрифлер соглашается с аргументами Вернера Беста в суде и рассматривает документы лишь как «превентивные размышления о поведении, которое стоит принять в случае реального коммунистического переворота», что, по мнению многих нацистов, позволило бы им «быстрее достичь своей цели».
Биограф Вернера Беста Ульрих Герберт считает, что сценарий коммунистического путча, изложенный в документах, лишь уловка, которая: «придает фантазиям о насилии правых одеяние законности, превращая диктатуру в защитную меру и связывая жестокие и радикальные действия с сохранением форм права».